# جیک کامینسکی
جیک کامینسکی (انگلیسی: Jake Kaminski؛ زادهٔ ۱۱ اوت ۱۹۸۸ میلادی) کماندار اهل ایالات متحده آمریکا است که در بازی‌های المپیک تابستانی ۲۰۱۶ در رشتهٔ تیراندازی با کمان، برندهٔ مدال نقرهٔ تیمی مردان شد.

## زندگی شخصی
کامینسکی در بوفالو، نیویورک به دنیا آمد و در الما، نیویورک بزرگ شد. از آگوست 2016، او با همسرش هدر و فرزندانش کای و ژنویو در گینزویل، فلوریدا اقامت داشت . هنگامی که در خانه نیست ، از سال 2006 در چولا ویستا، کالیفرنیا در مرکز آموزشی المپیک ایالات متحده اقامت داشته است تا مهارت های تیراندازی با کمان خود را توسعه دهد.

## حرفه تیراندازی
کامینسکی کار تیراندازی با کمان خود را در سن شش سالگی در نزدیکی زادگاهش الما در نیویورک با تمرکز بر تیراندازی ترکیبی در باشگاه توسعه المپیک نوجوانان آغاز کرد. در سن 15 سالگی، او توجه خود را بر روی تیراندازی با کمان معکوس متمرکز کرد تا بتواند روزی در المپیک شرکت کند. در بازی‌های المپیک تابستانی 2012 او برای ایالات متحده در مسابقات تیمی مردان شرکت کرد و به همراه هم تیمی‌هایش بریدی الیسون و جیکوب ووکی مدال نقره المپیک را به دست آورد. در بازی‌های المپیک تابستانی 2016، او بار دیگر در مسابقات تیمی مردان برای ایالات متحده به رقابت پرداخت و در کنار هم تیمی‌هایش بریدی الیسون و زک گرت، یک مدال نقره دیگر المپیک را به خانه برد.